# Pieter de Neyn

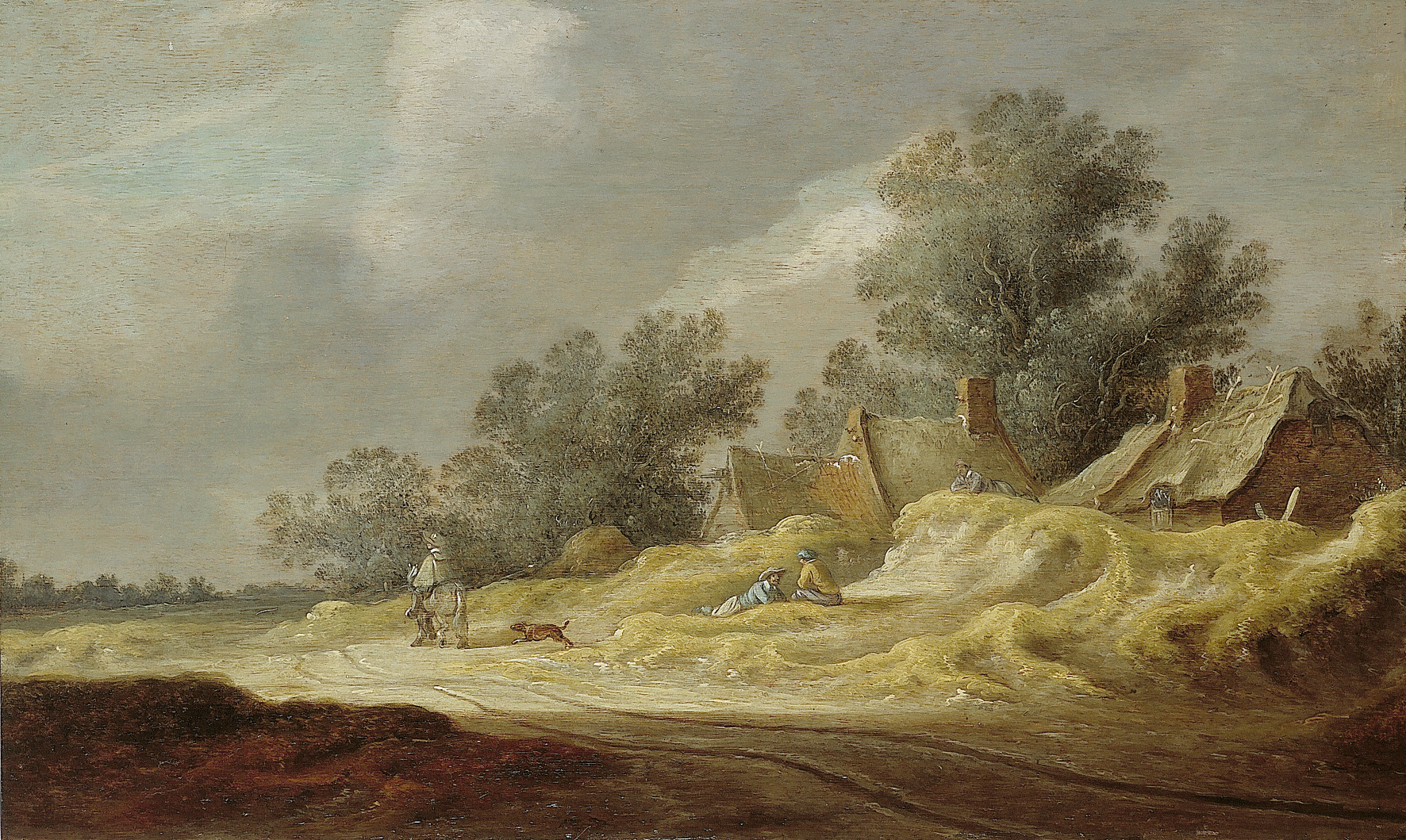
Boerderijen aan een landweg met ruiter (Pieter de Neyn)

Pieter de Neyn (Leiden, 16 december 1597 - aldaar, 16 maart 1639) was een Noord-Nederlandse schilder.
Pieter trouwde op 21 september 1617 in Leiden met Neeltgen Henricksdr van Bilderbeecq. Ze kregen een zoon, Cornelis de Neyn, die in 1697 overleed.
De Neyn ging op twaalfjarige leeftijd in de leer als steenhouwer. Volgens Houbraken was zijn interesse echter breder, en studeerde hij ook wiskunde, bouwkunde en perspectiefleer. Naast zijn werk als steenhouwer ontwikkelde hij zich ook als schilder en tekenaar. Hij werkte in Haarlem van 1611 tot 1617, waar hij les kreeg van de gerenommeerde schilder Esaias van de Velde. In deze periode leerde hij ook Jan van Goyen kennen, die toen eveneens les kreeg van Van de Velde.
Na zijn verblijf in Haarlem keerde De Neyn terug naar Leiden, waar hij tot zijn dood in 1639 werkzaam bleef. In 1632 werd hij aangesteld als stadssteenhouwer van Leiden. Zijn schilderwerk richtte zich voornamelijk op landschappen. De Neyn werd beïnvloed door zijn leermeester Esaias van de Velde en was een volgeling van Jan van Goyen, wat te zien is in de stijl en techniek van zijn landschappen. Na enkele jaren te hebben geleden aan benauwdheid, een typische kwaal voor steenhouwers, overleed hij op 41-jarige leeftijd.
Pieter de Neyn ondertekende zijn werk ook met de initialen PDN of PN. Hierdoor wordt hij soms verward met de graveur Pieter Nolpe.
- Biografisch Portaal: 03041870
- Digitale Bibliotheek voor de Nederlandse Letteren: neyn003
- Gemeinsame Normdatei: 1051651115
- International Standard Name Identifier: 0000 0000 6862 7724
- RKD-Nederlands Instituut voor Kunstgeschiedenis: 59315
- Union List of Artist Names: 500009244
- Virtual International Authority File: 95737442
- WorldCat: E39PBJjddJGKjxhMhyvkbGDDv3